# دردانوس

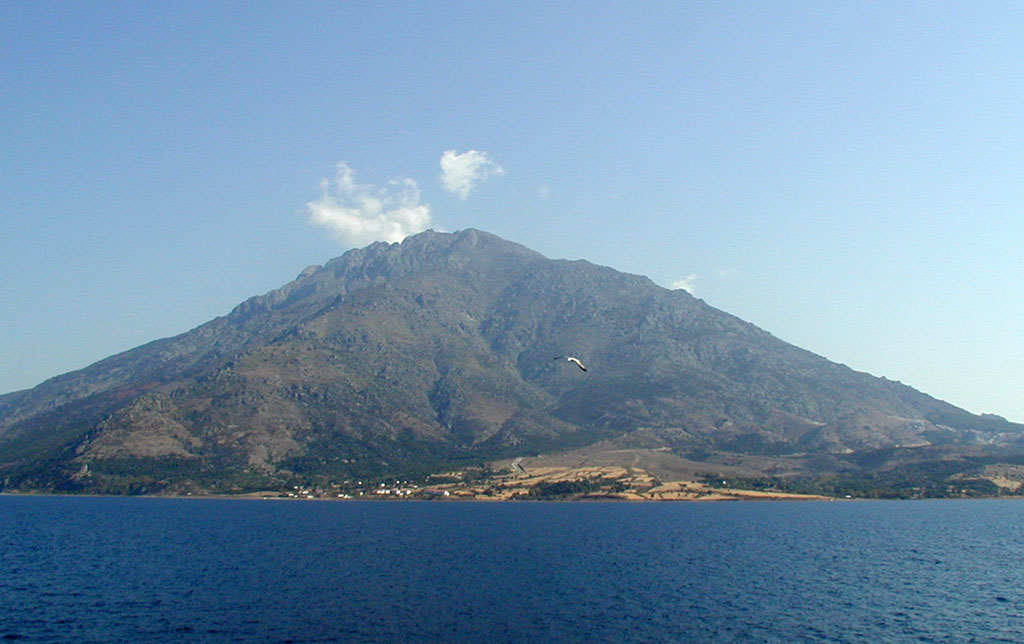

دردانوس (باليونانية: Δάρδανος)‏ هو ملك في الميثولوجيا الاغريقية وهو ابن زيوس وإيليكترا ابنة أطلس وهو باني مدينة دردانوس في جبل إيدا.